# Hotel Horizont
Hotel Horizont je výšková budova sloužící jako čtyřhvězdičkový hotel v Peci pod Sněžkou, tvořící nepřehlédnutelnou dominantu celého údolí. Má 18 pater a přibližně 50 metrů na výšku. Uvnitř se nachází 135 pokojů, celkově je zde 270 lůžek. Projekt byl vytvořen Janem Tymichem a Zdeňkem Řihákem ze Státního projektového ústavu v roce 1965. Výstavba probíhala mezi roky 1971 až 1979. Vlastníkem je od roku 1994 česká akciová společnost Regata Čechy. Ta zde od té doby provedla mnoho rekonstrukcí.